# АЭС Дьябло Каньон
АЭС Дьябло Каньон (англ. Diablo Canyon Power Plant) — действующая атомная электростанция на юго-западе США.
Станция расположена на берегу Тихого океана в округе Сан-Луис-Обиспо штата Калифорния, в 30 милях на северо-запад от города Санта-Мария.
АЭС имеет два энергоблока с реакторами с водой под давлением (PWR) фирмы Westinghouse общей мощностью 2240 МВт.
Энергоблок № 1 имеет реактор PWR мощностью 1,122 МВт. Он был включен в сеть 7 мая 1985 года, предполагаемое закрытие — 2 ноября 2024 года.
Энергоблок № 2 имеет реактор PWR мощностью 1,118 МВт. Он был включен в сеть 3 марта 1986 года, предполагаемое закрытие — 20 августа 2025 года.
В ноябре 2009 года комиссия по ядерному регулированию США (NRC) продлило срок службы для обоих энергоблоков на 20 лет.
АЭС Дьябло Каньон расположена в зоне повышенной сейсмической активности. Станция сконструирована так, чтобы выдержать землетрясение магнитудой 7,0 и 7,5.
Станция достигает высоты 26 метров над уровнем Тихого океана и использует морскую воду для охлаждения реакторов. Блок подачи воды в систему защищён бетонной стеной. Здесь имеются два резервных дизельных генератора, а также два дополнительных резервуара с водой, которые расположены выше станции и в случае отключения электроэнергии «сбрасывают» содержимое в систему охлаждения.

## Инциденты
В октябре 2008 года на АЭС Дьябло Каньон случилась известная для многих прибрежных атомных электростанций ситуация — стремительный наплыв медуз в очистные сооружения. Второй реактор станции АЭС Дьябло Каньон был аварийно остановлен для очистки водозабора от медуз.

## Информация об энергоблоках
| Энергоблок      | Тип реакторов   | Мощность | Мощность | Начало строительства | Физпуск    | Подключение к сети | Ввод в эксплуатацию | Закрытие |
| Энергоблок      | Тип реакторов   | Чистый   | Брутто   | Начало строительства | Физпуск    | Подключение к сети | Ввод в эксплуатацию | Закрытие |
| --------------- | --------------- | -------- | -------- | -------------------- | ---------- | ------------------ | ------------------- | -------- |
| Дьябло Каньон-1 | PWR, W (4-loop) | 1138 МВт | 1197 МВт | 23.04.1968           | 29.04.1984 | 11.11.1984         | 07.05.1985          | —        |
| Дьябло Каньон-2 | PWR, W (4-loop) | 1118 МВт | 1197 МВт | 09.12.1970           | 19.08.1985 | 20.10.1985         | 13.03.1986          | —        |